# 奥库洛夫卡河
奥库洛夫卡河（俄語：Река Окуловка）或大工泽（日语：／）是萨哈林州霍尔姆斯克区的河流，长17公里，流域面积41.8平方公里，由北向南流，距河口78公里注入柳托加河。

## 引用
1. ↑  М·Г·瓦西科夫斯基. . 列宁格勒: 气象出版社. 1973 （俄语）.
2. ↑  . 国家水登记处.   [2024-01-02]. （原始内容存档于2023-09-28） （俄语）.